# 莱梅申斯凯
48°0′52″N 35°1′47″E / 48.01444°N 35.02972°E
萊梅申斯凱（羅馬化：Lemeshynske）是位於烏克蘭東南部的村莊，由扎波羅熱州扎波羅熱区的希羅凱市鎮負責管轄。該村始建於1932年，面積2.51平方公里，海拔高度113米，2001年人口38，人口密度每平方公里15.1人。